# 朱翊銘
襄忠王朱翊銘（1574年—1641年3月15日），是襄敬王朱載堯庶第一子，明朝第八代襄王。

## 生平
萬曆二十九年（1601年）襲封襄王。
崇禎十四年（1641年），東閣大學士楊嗣昌為督師，討伐張獻忠，以襄陽為軍府，貯五省餉金及弓刀火器。二月張獻忠殺楊嗣昌使者，奪其兵符，偽為官差，夜以數十騎混入襄陽城。張獻忠部將艾能奇於南城樓俘獲朱翊銘。
朱翊銘見張獻忠，挺身大罵。張獻忠居然對他敬酒，說道：「我恨楊嗣昌已久，想砍下楊嗣昌的首級，但楊嗣昌遠在四川，只好先向大王借首級一用，這只是為了讓楊嗣昌因為失陷宗藩，被朝廷處死而已，大王是無罪的。大王死後，楊嗣昌會以命來償還大王的，大王就努力喝下這杯酒罷！」遂燒殺朱翊銘，一說是死後被焚屍，另一說是被斬殺。
後張獻忠大殺其宅，妃妾死者四十三人。其庶三子貴陽王朱常法、監軍兵備副使張克儉、推官鄺曰廣、攝縣事李大覺、游擊黎安民等不降而死。屍體累堆於城樓，張獻忠命人將其火焚而盡，襄世子靈柩亦被焚。
崇祯帝聞訊震悼，命有司備葬，諡為忠。
其嫡次子福清王朱常澄、庶四子進賢王朱常洤免於此難。